# 横山悠太
横山 悠太（よこやま ゆうた、1981年8月27日 - ）は、日本の小説家。岡山県出身。

## 経歴
岡山県立岡山城東高等学校卒業。
鹿児島大学に入学するも、1年半で中退。23歳のときに渡中。日本語教師などを経て、中華人民共和国北京市で留学。2014年、「吾輩ハ猫ニナル」で第57回群像新人文学賞小説部門および第2回鉄犬ヘテロトピア文学賞受賞、第151回芥川龍之介賞候補。東京に在住。

## 作品

### 単行本
- 『吾輩ハ猫ニナル』（2014年7月 講談社）
  - 『群像』2014年6月号
- 『小説 ミラーさん -みんなの日本語初級シリーズ-』（2017年8月 スリーエーネットワーク）
- 『唐詩和訓ーひらがなで読む名詩100』（2019年4月 大修館書店）
- 『小説 ミラーさんII -みんなの日本語初級シリーズ-』（2019年10月 スリーエーネットワーク）

### 雑誌掲載
- アジアの純真（『群像』2016年8月号[5]）